# Paramusonia cubensis
Paramusonia cubensis es una especie de mantis de la familia Thespidae. Es la única especie del género Paramusonia.

## Distribución geográfica
Se encuentra en Cuba, La Española, Colombia y Venezuela.